# Gergő Iváncsik
Gergő Iváncsik (30 de noviembre de 1981, Győr, Hungría) fue un jugador profesional de balonmano húngaro. Su último equipo fue el MKB Veszprém KC.
Fue un componente de la selección de balonmano de Hungría

## Carrera

### Club
Empezó a jugar a la edad de 9 años en el colegio y más tarde ingreso en la cantera del Győri ETO FKC, debutó en el primer equipo en 1998.
El enorme talento de Gergő llamó la atención a uno de los clubes más importantes de Hungría, el MKB Veszprém KC que poco después consiguió ficharlo en el 2000, en este tiempo Iváncsik ha ganado numerosos títulos tanto a nivel nacional como a nivel intercontinental, incluyendo la Recopa de Europa.

### Selección nacional
En la selección ganó la medalla de oro en el campeonato de Europa junior de 1999 y consiguió que su selección alcanzara la cuarta plaza en el Campeonato Mundial de Balonmano Masculino Junior de 2001, Su debut con la absoluta fue el 26 de octubre de 2000 contra la selección de balonmano de Austria. Su Participación en un gran torneo internacional fue en el 2003. Ha Participado en otros 4 mundiales (2007, 2009, 2011 y 2013) también Ha participado en 5 Europeos (2004, 2006, 2008, 2010 y 2012) y en 2 JJ.OO ( Juegos Olímpicos de Atenas de 2004 y 2012).

## Personal
Su padre Mihály Iváncsik También fue jugador de Balonmano, Ganador de la Copa IHF de 1986 y Medalla de Plata en el 1986. Sus Hermanos también son jugadores profesionales de Balonmano Ádam Iváncsik y Támas Iváncsik , con el que comparte equipo.

## Clubes
- Gyori ETO KC (1998-2000)
- MKB Veszprém (2000-2017)

## Palmarés
- Nemzeti Bajnokság I
  - Campeón: 2001, 2002, 2003, 2004, 2005, 2006, 2008, 2009, 2010, 2011, 2012, 2013, 2014, 2015, 2016, 2017
  - Subcampeón: 2007
- Copa de Hungría
  - Campeón: 2002, 2003, 2004, 2005, 2007, 2009, 2010, 2011, 2012, 2013, 2014, 2015, 2016, 2017
  - Subcampeón: 2006, 2008
- Supercopa de Europa
  - Subcampeón: 2002, 2008
- Recopa de Europa
  - Campeón: 2008
- Liga de Campeones de la EHF
  - Finalista: 2002

## Reconocimientos Individuales
Mejor Jugador Húngaro del año: 2010